# Daphne Walker
Daphne Walker (1929) é uma ex-patinadora artística britânica, que competiu no individual feminino. Ela conquistou uma medalha de prata e uma de bronze em campeonatos mundiais, duas medalhas de bronze em campeonatos europeus e foi campeã do campeonato nacional britânico.

## Principais resultados
| Resultados           | Resultados    | Resultados        | Resultados        | Resultados      | Resultados    | Resultados    | Resultados    | Resultados    | Resultados    | Resultados    | Resultados    | Resultados    |
| Internacional        | Internacional | Internacional     | Internacional     | Internacional   | Internacional | Internacional | Internacional | Internacional | Internacional | Internacional | Internacional | Internacional |
| Evento/Temporada     | 1937– 1938    | 1938– 1939        |                   | 1946– 1947      |               |               |               |               |               |               |               |               |
| -------------------- | ------------- | ----------------- | ----------------- | --------------- | ------------- | ------------- | ------------- | ------------- | ------------- | ------------- | ------------- | ------------- |
| Campeonato Mundial   | 7.ª           | Medalha de bronze | Medalha de prata  |                 |               |               |               |               |               |               |               |               |
| Campeonato Europeu   | 10.ª          | Medalha de bronze | Medalha de bronze |                 |               |               |               |               |               |               |               |               |
| Nacional             |               |                   |                   |                 |               |               |               |               |               |               |               |               |
| Campeonato Britânico |               |                   |                   | Medalha de ouro |               |               |               |               |               |               |               |               |
|                      |               |                   |                   |                 |               |               |               |               |               |               |               |               |